# Луговой (Приморський край)
Луговий (рос. Луговой) — село в Хорольському районі Приморського краю Росії. Входить до складу Хорольського сільського поселення.

## Населення
Чисельність населення за роками:
| 2002 | 2010 |
| ---- | ---- |
| 306  | 239  |

За даними перепису населення 2010 року на території села проживало 239 осіб. Частка чоловіків у населенні складала 47,7% або 114 осіб, жінок — 52,3% або 125 осіб. Національний склад станом на 2002 рік: росіяни — 77,4% або 236 осіб, українці — 15,4% або 47 осіб.